# Glenn Gordon Caron
Pour les articles homonymes, voir Caron.
Glenn Gordon Caron est un scénariste, producteur, et réalisateur américain né en 1954. Il est principalement connu pour être le créateur des séries Clair de Lune (1985-1989), et Médium (2005-2011).

## Filmographie

### comme scénariste
- 1978 : Taxi (série télévisée)
- 1984 : Concrete Beat (TV)
- 1985 : Clair de lune (Moonlighting) (TV)
- 1986 : Long Time Gone (TV)
- 2001 : Fling (série télévisée)
- 1997 : Trait pour trait (Picture Perfect)
- 2006 : Médium (saison 2 - série télévisée)

### comme producteur
- 1980 : Breaking Away (en) (série télévisée)
- 1984 : Concrete Beat (TV)
- 1985 : Clair de lune (Moonlighting) (TV)
- 1986 : Long Time Gone (TV)
- 1999 : Un agent très secret ("Now and Again") (série télévisée)
- 2001 : Fling (série télévisée)

### comme réalisateur
- 1988 : Retour à la vie (Clean and Sober)
- 1989 : The Making of Me (en)
- 1993 : Mise à feu (Wilder Napalm)
- 1994 : Rendez-vous avec le destin (Love Affair)
- 1997 : Trait pour trait (Picture Perfect)
- 1999 : Un agent très secret ("Now and Again") (série télévisée)
- 2001 : Fling (série télévisée)
- 2005 : Médium (saison 1- série télévisée)